# Trzebieszów (gromada)
Trzebieszów – dawna gromada, czyli najmniejsza jednostka podziału terytorialnego Polskiej Rzeczypospolitej Ludowej w latach 1954–1972.
Gromady, z gromadzkimi radami narodowymi (GRN) jako organami władzy najniższego stopnia na wsi, funkcjonowały od reformy reorganizującej administrację wiejską przeprowadzonej jesienią 1954 do momentu ich zniesienia z dniem 1 stycznia 1973, tym samym wypierając organizację gminną w latach 1954–1972.
Gromadę Trzebieszów z siedzibą GRN w Trzebieszowie utworzono – jako jedną z 8759 gromad na obszarze Polski – w powiecie łukowskim w woj. lubelskim na mocy uchwały nr 13 WRN w Lublinie z dnia 5 października 1954. W skład jednostki weszły obszary dotychczasowych gromad Trzebieszów I, Trzebieszów II, Trzebieszów III, Trzebieszów IV, Leszczanka i Wylany ze zniesionej gminy Trzebieszów oraz obszar dotychczasowej gromady Popławy ze zniesionej gminy Celiny w powiecie łukowskim, a także obszar dotychczasowej gromady Dębowierzchy ze zniesionej gminy Kąkolewnica w powiecie radzyńskim w tymże województwie. Dla gromady ustalono 26 członków gromadzkiej rady narodowej.
1 stycznia 1960 do gromady Trzebieszów włączono obszar zniesionej gromady Jakusze (wsie Jakusze, Kurów i Wierzejki) oraz wieś Szaniawy Poniaty ze zniesionej gromady Szaniawa-Matysy w tymże powiecie.
1 stycznia 1969 do gromady Trzebieszów włączono wsie Mikłusy, Płudy, Zaolszynie, Zembry i Maciejowice ze zniesionej gromady Zembry w tymże powiecie.
1 stycznia 1970 z gromady Trzebieszów wyłączono wieś Maciejowice, włączając ją do gromady Krzesk w powiecie siedleckim w woj. warszawskim.
Gromada przetrwała do końca 1972 roku, czyli do kolejnej reformy gminnej. 1 stycznia 1973 w powiecie łukowskim reaktywowano gminę Trzebieszów.